# 淀江車站
淀江車站（日语：／ Yodoe eki */?）是一由西日本旅客鐵道（JR西日本）所經營的鐵路車站，位於日本鳥取縣米子市淀江町，是JR西日本山陰本線沿線的一個無人小站，屬於中國統括本部所管轄的範圍。行駛於山陰本線上的快速列車鳥取快車（とっとりライナー）有部分班次會在本站停靠。

## 車站結構
對向式2面2線的可待避的地面車站。米子站管理的無人站設立自動售票機。1號月台側為站舍，各月台以跨線天橋連絡。

### 月台配置
| 月台 | 路線     | 方向 | 目的地         |
| ---- | -------- | ---- | -------------- |
| 1、2 | 山陰本線 | 上行 | 倉吉、鳥取方向 |
| 1、2 | 山陰本線 | 下行 | 米子、松江方向 |

## 相鄰車站
※快速「鳥取Liner」（只限上行半數以上列車停靠）的相鄰停車站參見列車條目。
西日本旅客鐵道
 山陰本線
大山口－淀江－伯耆大山